# Johann Caspar Bosshardt

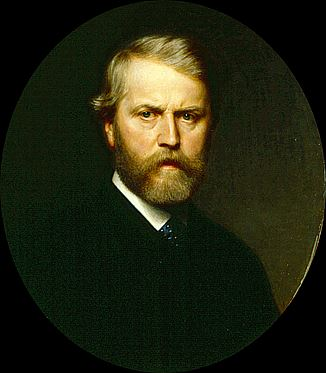
Selbstbildnis (um 1874–75)

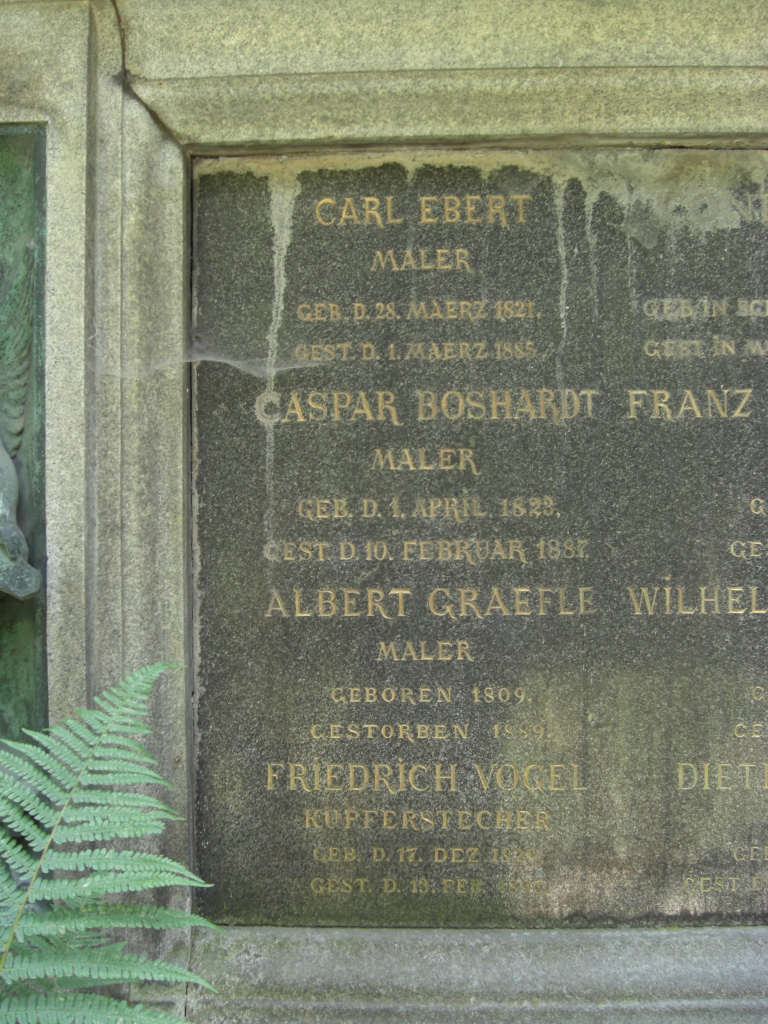
Grab von Johann Caspar Bosshardt auf dem Alten Nördlichen Friedhof in München

Johann Caspar Bosshardt, auch Kaspar Boßhardt (* 1. April 1823 in Pfäffikon ZH, Schweiz; † 10. Februar 1887 in München), war ein Schweizer Historienmaler, der mehr als 40 Jahre in München lebte und arbeitete.

## Leben
Bosshardt war das dritte Kind des Küfers Hans Heinrich Bossharth. Im Alter von 15 Jahren ging er nach Zürich, um sich dort als Kupferstecher bei Georg Christoph Friedrich Oberkogler (1774–1856) ausbilden zu lassen. Später lernte er Porträtmalerei bei Johann Rudolf Obrist (1809–um 1868). Ludwig Vogel wurde sein Förderer. Vogel empfahl ihn 1841 dem Maler Theodor Hildebrandt für dessen Malklasse an der Kunstakademie Düsseldorf. Dort wurde er nicht nur durch Hildebrandt, sondern auch durch Wilhelm von Schadow und besonders durch Carl Friedrich Lessing beeinflusst.
Aufgrund einer Nervenerkrankung verliess Bosshardt Düsseldorf 1844 vorzeitig und erholte sich in seiner Heimatgemeinde. Der Zürcher Regierungsrat gewährte ihm im gleichen Jahr ein Stipendium zur Ausbildung als Historienmaler in München. Dort liess er sich von 1845 bis zu seinem Lebensende dauerhaft nieder. Er reiste regelmässig zu Studienzwecken und wegen seiner geschäftlichen Beziehungen in die Schweiz.
In München entstand 1847 Bosshardts erstes grosses Historiengemälde Bürgermeister Waldmanns Abschied von seinen Mitgefangenen, das von der Zürcher Kantonsregierung angekauft und in der Turnus-Ausstellung gezeigt wurde. Das Gemälde machte ihn in den Kreisen der Schweizer Politiker und Geschäftsleute bekannt. Er bezog in der Folgezeit durch Aufträge als Porträtmaler ein regelmässiges Einkommen und verbesserte sein gesellschaftliches Ansehen. Es entstanden ferner Historienbilder in grossen Formaten mit Themen aus dem 16. Jahrhundert. Auf einer Italienreise 1865 begegnete er Friedrich-Theodor Vischer in Venedig und Arnold Böcklin in Florenz.
Bosshardts Hoffnungen auf einen Auftrag zur Ausschmückung des 1857 fertiggestellten Bundesratshauses in Bern zerschlugen sich zwar 1865, er fertigte jedoch weiterhin grossformatige Historiengemälde an. Anfang der 1870er Jahre wandte er sich, wie auch der Professor an der Münchener Akademie Arthur von Ramberg, der Genremalerei zu und reiste unter anderem 1872 zu Studienzwecken ins Tirol. Seine Arbeiten gerieten, weil nicht mehr dem Zeitgeschmack entsprechend, nach seinem Tod in Vergessenheit. Erst seit einer Ausstellung im Jahre 1987 im Heimatmuseum seiner Heimatstadt werden sie neu gewürdigt und waren 1998 auch in der Ausstellung Von Anker bis Zünd – Die Kunst im jungen Bundesstaat 1848–1900 im Kunsthaus Zürich zu sehen.

## Werke
- 1847: Bürgermeister Waldmanns Abschied von seinen Mitgefangenen, Öl auf Leinwand, Kunsthaus Zürich[1]
- 1849: Ulrich Hutten auf der Insel Ufenau, 97,5 × 86 cm, Heimatmuseum Pfäffikon, Öl auf Leinwand.[1]
- 1854: Der Tod des Franz von Sickingen, Öl auf Leinwand, Leihgabe im Landesmuseum Mainz, Mainz.[4]
- 1860: Schultheiss Niklaus Wengi vor der Kanone, Öl auf Leinwand, 115,5 × 138,5 cm, Kunstmuseum Olten, Solothurn.[1]
- 1867: Hans von Hallwyl und die Schweizerische Vorhut vor der Schlacht von Murten, Öl auf Leinwand, Kunstmuseum Basel, Basel.[1]
- um 1872: Interieur aus Sterzing, Öl auf Papier auf Leinwand aufgezogen, 50,5 × 69,5 cm, Kunstmuseum Winterthur, Schweiz.
- um 1874/1875: Selbstbildnis, Öl auf Leinwand, 68,5 × 55,5 cm, Kunstmuseum Winterthur
- 1876: Politik im Kloster, Öl auf Leinwand, 64 × 77,5 cm, Kunstmuseum Winterthur[1]